# SV Wehen Wiesbaden
El SV Wehen Wiesbaden es un club de fútbol alemán de la ciudad de Taunusstein, a las afueras de la ciudad de Wiesbaden en el estado de Hesse. El club fue fundado en 1926, pero fue disuelto por el gobierno nazi en 1933. Sin embargo continuó jugando amistosos ocasionales hasta 1939. El club se restableció en 1946, después de la Segunda Guerra Mundial. El club se mudó a su nuevo estadio en Wiesbaden en la temporada 2007-08. Jugará la próxima temporada 2024-25 en la 3. Bundesliga, la tercera categoría del fútbol nacional, luego de descender por medio de play-offs ante el Jahn Regensburg.

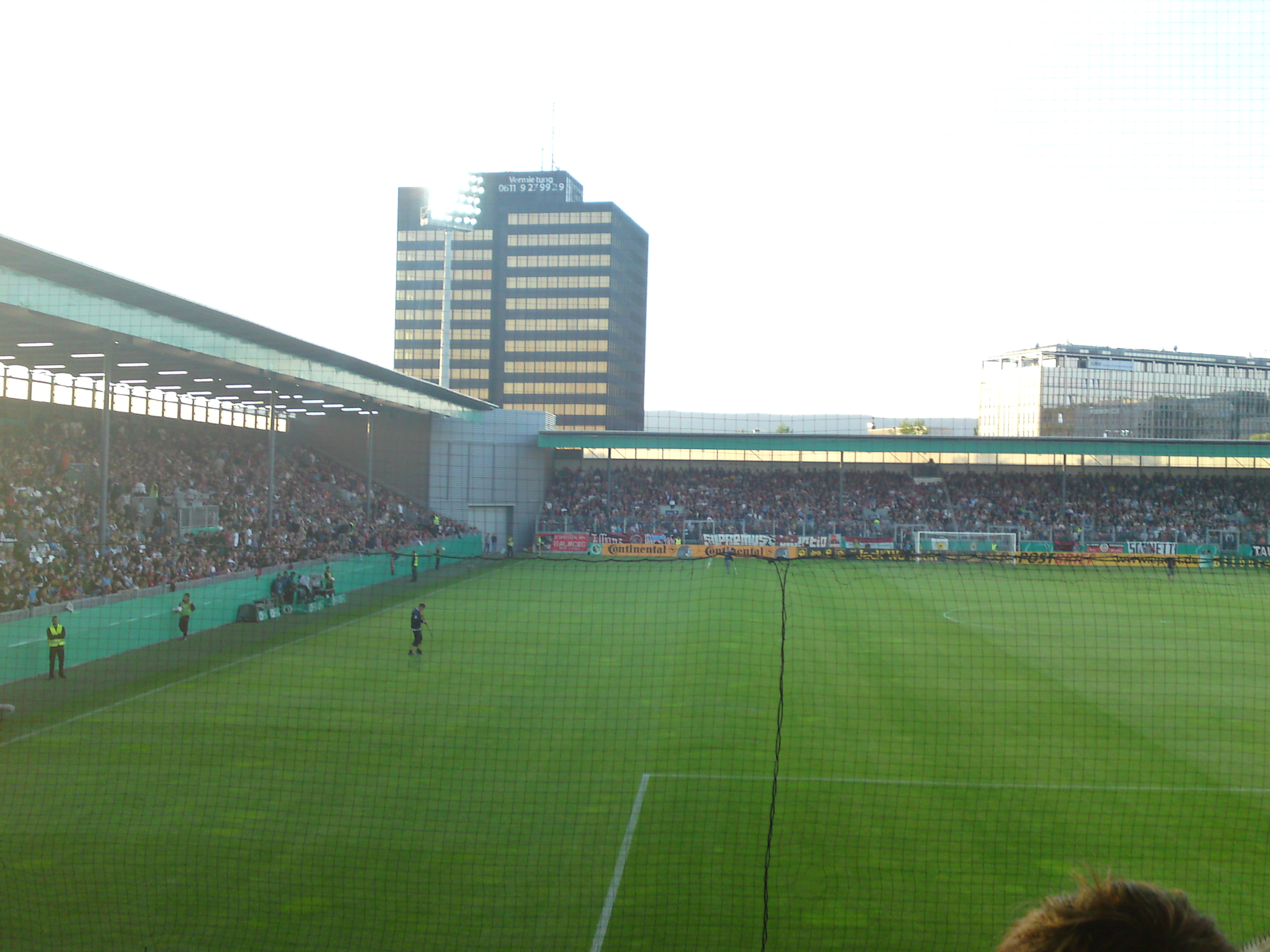
Brita-Arena estadio del club.

## Palmarés
- Regionalliga Süd (1): 2007
- Hessenliga (1): 1997
- Landesliga Hessen-Mitte (1): 1989
- Copa de Hesse (5): 1988, 1996, 2000, 2011, 2017

## Mayores Presencias
- En la historia del club:

|    | Jugador           | País                 | Partidos | Goles |
| -- | ----------------- | -------------------- | -------- | ----- |
| 1  | Sascha Amstätter  | Alemania             | 231      | 23    |
| 2  | Oliver Bunzenthal | Alemania             | 186      | 13    |
| 3  | Michael Sauer     | Alemania             | 184      | 13    |
| 4  | Alf Mintzel       | Alemania             | 172      | 14    |
| 5  | Sead Mehic        | Bosnia y Herzegovina | 153      | 30    |
| 6  | Dajan Simac       | Croacia              | 142      | 6     |
| 7  | Nikolaos Nakas    | Alemania             | 141      | 4     |
| 8  | Christian Lache   | Alemania             | 139      | 0     |
| 9  | Marko Kopilas     | Croacia              | 135      | 2     |
| 10 | Michael Gurski    | Alemania             | 123      | 0     |